# A mohácsi vész (film)
A Mohácsi vész egy 2004-ben bemutatott filmvígjáték Jancsó Miklós rendezésében, Mucsi Zoltán és Scherer Péter főszereplésével. rendező „ezredfordulós hexológiájának” ötödik része.

## Történet
A történet napjainkban, illetve 1526-ban játszódik, váltakozva. 1526-ban vesztettük el a nagyhatalmi lehetőségeinket. Szintén 1526-ban verte szét Szulejmán szultán Európa egyik, talán legerősebb hadseregét, a magyarokat, a németeket, a lengyeleket, és a délszlávokat Mohácsnál. A magyarok csak úgy gondolnak a mohácsi csata előtti időkre, mint az "aranykorra". Kapa és Pepe eközben visszamennek az időbe. Jancsó Miklós ezt nyilatkozta: "Kalasnyikovok, lőszer és Pepe, és nincs a nyomorult jövő. Kapa időgépen rohan a mohácsi csatába. Lajos király levágott feje Szulejmán arcába röhög. Ó, nagy lesz újra a magyar, nagy lesz hatalma, birtoka! Mert minden megtörténhet. Győzhetünk. Nem lesz három részre szakadás, bujdosás, sötét századok, elnyomatás, Trianon, oly sok viszály. Csak álom, álom, édes álom és Hajmási Péter, Hajmási Pál és a barométer, nem imponál! Nincs Csele patak! Nincs fulladás! Ugye sikerülhet? Sikerül?
A választ Kapa és Pepe tudja, mellettük Halász Péter, Müller Péter Sziámi. Újra Jancsó filmben Balázsovits Lajos. Különleges vendég: Bodrogi Gyula. Népi tánc, varázslat, tűzfújás és Pongó Afrikából. Lovasi teli torokból énekel. Új Mohács, új dalai. Jancsó-Grunwalsky-Hernádi új filmje".
A zenéjét szerezte: Kispál és a Borz

## Szereplők
- Mucsi Zoltán – Kapa
- Scherer Péter – Pepe; II. Lajos
- Halász Péter – Pepe főnöke; Szulejmán
- Schell Judit – Juci
- Vasvári Emese – Mesi
- Bodrogi Gyula
- Lovasi András
- Galkó Balázs
- Balázsovits Lajos